# Eurhynchium cordatum
Eurhynchium cordatum là một loài Rêu trong họ Brachytheciaceae. Loài này được (Harv.) A. Jaeger mô tả khoa học đầu tiên năm 1878.